# Canoa/kayak ai Giochi della XXXII Olimpiade - K1 1000 metri maschile
Le gare di velocità K1 1000 metri di Tokyo 2020 si svolsero alla Sea Forest Waterway dal 2 al 3 agosto 2021.
Alla competizione presero parte 27 atleti di 22 nazioni.

## Regolamento della competizione
La competizione prevede cinque batterie di qualificazione, tre quarti di finale, due semifinali e due finali. I primi due classificati di ogni batteria di qualificazione e i primi due di ogni quarto di finale accedono alle semifinali. I primi quattro classificati accedono alla finale "A", per l'assegnazione delle medaglie. Gli altri partecipanti alle semifinali accedono alla finale "B".

## Programma
| Data                  | Ora (UTC+9) | Round            |
| --------------------- | ----------- | ---------------- |
| Lunedì 2 agosto 2021  | 10:21       | Batterie         |
| Lunedì 2 agosto 2021  | 12:37       | Quarti di finale |
| Martedì 3 agosto 2021 | 10:00       | Semifinali       |
| Martedì 3 agosto 2021 | 12:20       | Finale           |

## Risultati
| FA | Qualificato in finale A (per le medaglie)     |
| FB | Qualificato in finale B (non per le medaglie) |
| SF | Qualificato alle semifinali                   |
| QF | Qualificato ai quarti di finale               |

### Batterie

#### Batteria 1
| Pos. | Atleta           | Paese      | Tempo    | Note |
| ---- | ---------------- | ---------- | -------- | ---- |
| 1    | Josef Dostál     | Rep. Ceca  | 3:37.342 | SF   |
| 2    | Thomas Green     | Australia  | 3:39.492 | SF   |
| 3    | Artuur Peters    | Belgio     | 3:41.967 | QF   |
| 4    | Maxim Spesivtsev | ROC        | 3:42.888 | QF   |
| 5    | Simon McTavish   | Canada     | 3:43.512 | QF   |
| 6    | Kohl Horton      | Isole Cook | 4:24.679 | QF   |

#### Batteria 2
| Pos. | Atleta          | Paese     | Tempo    | Note |
| ---- | --------------- | --------- | -------- | ---- |
| 1    | Bálint Kopasz   | Ungheria  | 3:39.084 | SF   |
| 2    | Agustín Vernice | Argentina | 3:40.430 | SF   |
| 3    | Samuele Burgo   | Italia    | 3:43.746 | QF   |
| 4    | Étienne Hubert  | Francia   | 3:45.072 | QF   |
| 5    | Ali Aghamirzaei | Iran      | 3:48.609 | QF   |
| 6    | Roman Anoškin   | ROC       | 3:50.580 | QF   |

#### Batteria 3
| Pos. | Atleta                  | Paese      | Tempo    | Note |
| ---- | ----------------------- | ---------- | -------- | ---- |
| 1    | Fernando Pimenta        | Portogallo | 3:40.323 | SF   |
| 2    | Peter Gelle             | Slovacchia | 3:42.131 | SF   |
| 3    | Jean van der Westhuyzen | Australia  | 3:46.186 | QF   |
| 4    | Guillaume Burger        | Francia    | 3:53.241 | QF   |
| 5    | Vagner Souta            | Brasile    | 3:57.178 | QF   |

#### Batteria 4
| Pos. | Atleta             | Paese       | Tempo    | Note |
| ---- | ------------------ | ----------- | -------- | ---- |
| 1    | Aleh Yurenia       | Bielorussia | 3:43.444 | SF   |
| 2    | Bojan Zdelar       | Serbia      | 3:45.074 | SF   |
| 3    | Lars Magne Ullvang | Norvegia    | 3:47.253 | QF   |
| 4    | Tuva'a Clifton     | Samoa       | 4:11.029 | QF   |
| 5    | Amado Cruz         | Belize      | 4:13.080 | QF   |

#### Batteria 5
| Pos. | Atleta         | Paese    | Tempo    | Note |
| ---- | -------------- | -------- | -------- | ---- |
| 1    | Jacob Schopf   | Germania | 3:39.504 | SF   |
| 2    | Ádám Varga     | Ungheria | 3:39.650 | SF   |
| 3    | Zhang Dong     | Cina     | 3:40.955 | QF   |
| 4    | Saeid Fazloula | ROT      | 3:52.631 | QF   |
| 5    | Mohamed Mrabet | Tunisia  | 4:02.148 | QF   |

### Quarti di finale

#### Quarto di finale 1
| Pos. | Atleta           | Paese      | Tempo    | Note |
| ---- | ---------------- | ---------- | -------- | ---- |
| 1    | Maxim Spesivtsev | ROC        | 3:44.136 | SF   |
| 2    | Zhang Dong       | Cina       | 3:44.269 | SF   |
| 3    | Vagner Souta     | Brasile    | 3:52.402 |      |
| 4    | Ali Aghamirzaei  | Iran       | 3:52.834 |      |
| 5    | Tuva'a Clifton   | Samoa      | 4:21.301 |      |
| 6    | Kohl Horton      | Isole Cook | 4:39.138 |      |

#### Quarto di finale 2
| Pos. | Atleta           | Paese   | Tempo    | Note |
| ---- | ---------------- | ------- | -------- | ---- |
| 1    | Artuur Peters    | Belgio  | 3:45.712 | SF   |
| 2    | Samuele Burgo    | Italia  | 3:45.993 | SF   |
| 3    | Roman Anoškin    | ROC     | 3:46.576 |      |
| 4    | Simon McTavish   | Canada  | 3:52.467 |      |
| 5    | Guillaume Burger | Francia | 3:52.817 |      |
| 6    | Amado Cruz       | Belize  | 4:15.262 |      |

#### Quarto di finale 3
| Pos. | Atleta                  | Paese     | Tempo    | Note |
| ---- | ----------------------- | --------- | -------- | ---- |
| 1    | Jean van der Westhuyzen | Australia | 3:46.104 | SF   |
| 2    | Étienne Hubert          | Francia   | 3:46.274 | SF   |
| 3    | Lars Magne Ullvang      | Norvegia  | 3:49.830 |      |
| 4    | Saeid Fazloula          | ROT       | 3:52.614 |      |
| 5    | Mohamed Mrabet          | Tunisia   | 3:56.325 |      |

### Semifinali

#### Semifinale 1
| Pos. | Atleta         | Paese      | Tempo    | Note  |
| ---- | -------------- | ---------- | -------- | ----- |
| 1    | Bálint Kopasz  | Ungheria   | 3:24.558 | FA OB |
| 2    | Josef Dostál   | Rep. Ceca  | 3:25.387 | FA    |
| 3    | Jacob Schopf   | Germania   | 3:25.586 | FA    |
| 4    | Zhang Dong     | Cina       | 3:26.246 | FA    |
| 5    | Artuur Peters  | Belgio     | 3:26.773 | FB    |
| 6    | Étienne Hubert | Francia    | 3:27.319 | FB    |
| 7    | Peter Gelle    | Slovacchia | 3:28.255 | FB    |
| 8    | Bojan Zdelar   | Serbia     | 3:29.525 | FB    |

#### Semifinale 2
| Pos. | Atleta                  | Paese       | Tempo    | Note  |
| ---- | ----------------------- | ----------- | -------- | ----- |
| 1    | Fernando Pimenta        | Portogallo  | 3:22.942 | FA OB |
| 2    | Ádám Varga              | Ungheria    | 3:23.634 | FA    |
| 3    | Thomas Green            | Australia   | 3:24.612 | FA    |
| 4    | Agustín Vernice         | Argentina   | 3:24.734 | FA    |
| 5    | Samuele Burgo           | Italia      | 3:25.673 | FB    |
| 6    | Aleh Yurenia            | Bielorussia | 3:27.323 | FB    |
| 7    | Maxim Spesivtsev        | ROC         | 3:27.372 | FB    |
| 8    | Jean van der Westhuyzen | Australia   | 3:28.287 | FB    |

### Finali

#### Finale B
| Pos. | Atleta                  | Paese       | Tempo    | Note |
| ---- | ----------------------- | ----------- | -------- | ---- |
| 9    | Samuele Burgo           | Italia      | 3:26.169 |      |
| 10   | Artuur Peters           | Belgio      | 3:26.781 |      |
| 11   | Jean van der Westhuyzen | Australia   | 3:26.955 |      |
| 12   | Aleh Yurenia            | Bielorussia | 3:27.190 |      |
| 13   | Maxim Spesivtsev        | ROC         | 3:27.909 |      |
| 14   | Peter Gelle             | Slovacchia  | 3:28.240 |      |
| 15   | Étienne Hubert          | Francia     | 3:31.553 |      |
| 16   | Bojan Zdelar            | Serbia      | 3:31.689 |      |

#### Finale A
| Pos. | Atleta           | Paese      | Tempo    | Note |
| ---- | ---------------- | ---------- | -------- | ---- |
|      | Bálint Kopasz    | Ungheria   | 3:20.643 | OB   |
|      | Ádám Varga       | Ungheria   | 3:22.431 |      |
|      | Fernando Pimenta | Portogallo | 3:22.478 |      |
| 4    | Jacob Schopf     | Germania   | 3:22.554 |      |
| 5    | Josef Dostál     | Rep. Ceca  | 3:26.610 |      |
| 6    | Zhang Dong       | Cina       | 3:28.103 |      |
| 7    | Thomas Green     | Australia  | 3:28.360 |      |
| 8    | Agustín Vernice  | Argentina  | 3:28.503 |      |